# Turgon (Charente)
Turgon – miejscowość i gmina we Francji, w regionie Nowa Akwitania, w departamencie Charente.
Według danych na rok 1990 gminę zamieszkiwało 110 osób, a gęstość zaludnienia wynosiła 15 osób/km² (wśród 1467 gmin regionu Poitou-Charentes Turgon plasuje się na 881. miejscu pod względem liczby ludności, natomiast pod względem powierzchni na miejscu 976.).